# Pocobletus
Genre
Synonymes
- Graphomoa Chamberlin, 1924
- Exechopsis Millidge, 1991
- Exocora Millidge, 1991

Pocobletus est un genre d'araignées aranéomorphes de la famille des Linyphiidae.

## Distribution
Les espèces de ce genre se rencontrent en Amérique.

## Liste des espèces
Selon World Spider Catalog (version 22.5, 18/07/2021) :
- Pocobletus bivittatus Simon, 1898
- Pocobletus conspicuus (Millidge, 1991)
- Pocobletus coroniger Simon, 1894
- Pocobletus eberhardi (Rodrigues, Lemos & Brescovit, 2013)
- Pocobletus girotii (Lemos & Brescovit, 2013)
- Pocobletus medonho (Lemos & Brescovit, 2013)
- Pocobletus nogueirai (Lemos & Brescovit, 2013)
- Pocobletus pallidus (Millidge, 1991)
- Pocobletus phoenix (Lemos & Brescovit, 2013)
- Pocobletus proba (Millidge, 1991)
- Pocobletus ribeiroi (Lemos & Brescovit, 2013)
- Pocobletus una (Lemos & Brescovit, 2013)
- Pocobletus versicolor (Millidge, 1991)

## Systématique et taxinomie
Graphomoa, Exechopsis et Exocora ont été placés en synonymie par Silva-Moreira et Hormiga en 2021.

## Publication originale
- Simon, 1894 : Histoire naturelle des araignées. Paris, vol. 1, p. 489-760 (texte intégral).